# ميزوبروستول
ميزوبروستول (بالإنجليزية: Misoprostol) هو دواء يستخدم لتحفيز بدء المخاض أو الإجهاض ولمعالجة نزيف ما بعد الوضع في بعض حالات الانقباضات غير الكافية وأيضاً لمعالجة تقرحات المعدة في حالات خاصة.
في حالات الإجهاض يتم استخدامه مع ميفيبرستون أو ميثوتريكسات، وهو يعد من فئة البروستاغلاندين أي الصناعية.
من الأعراض الجانبية الشائعة لهذا الدواء: لاسهال، المغص البطني، والإجهاض. حيث أنه يتبع إلى الفئة (X) من فئات السلامة أثناء الحمل، وهذه الفئة تم تأكيد أعراضها الحانبية على البشر، بالتالي يمنع منعاً باتا استخدامه في حالات الحمل الطبيعي وله أيضاً آثار سلبية على المرأة الحامل من حصول تمزق للرحم جراء استخدامه.
وقد شملت قائمة منظمة الصحة العالمية للأدوية الأساسية (تشمل هذه القائمة أهم الأدوية المتطلب وجودها في النظام الصحي الأساسي) دواء ميزوبروستول.

## الاستخدام
يستخدم ميزوبروستول في حالات الإجهاض المحفز ذاتياً في البرازيل حيث يزيد سعر الجرعة عن مئة دولار في السوق السوداء.
إن الإجهاض غير القانوني ومن دون إشراف طبي باستخدام ميزوبروستول في البرازيل ينتج عنه معدل أقل من المضاعفات مقارنة بالأشكال الأخرى من الإجهاض غير القانوني، ولكنه مع ذلك لا يزال مرتبط بمعدل أعلى من المضاعفات مقارنة بالإجهاض القانوني تحت إشراف طاقم طبي حيث ينتج عن محاولات الإجهاض الفاشلة عيوب خلقية لدى الرضع، وقد لوحظ أن المجتمعات المهاجرة الفقيرة في نيويورك تستخدم ميزوبروستول في تحفيز الإجهاض حيث أن هذه الطريقة أرخص بكثير مقارنة بالإجهاض الجراحي (فقط اثنان دولار مقابل الجرعة) وينتشر هذا الدواء في المكسيك بنسب عالية، وقد تزايد استخدامه في ولاية تكساس الأمريكية نتيجة لتزايد تنظيمات مزودي أدوية الإجهاض.

### الوقاية من التقرحات المعدية
تمت الموافقة على استخدام ميزوبرستول في منع التقرحات المعدية نتيجة استخدام مضادات الالتهاب غير الستيرويدية حيث يقوم بعمله على الخلايا الجدارية في المعدة ويمنع إفراز حمض المعدة عن طريق تثبيط مُحَلِّقَةُ الأَدينيلاَت بوساطة المستقبل، وهذا يؤدي إلى نقصان تراكيز أحادِيُّ فُسْفاتِ الأَدينُوزِين داخل الخلايا ونقصان فعالية مضخة البروتون عند سطح الخلايا على الرغم من أن أدوية الحموضة الأخرى مثل حاصرات مستقبلات الهيستامين ومثبطات مضخة البروتون تعد أكثر فعالية في معالجة التقرحات المعدية الحادة إلا ان ميزوبروستول أكثر فعالية في معالجة التقرحات الناتجة عن استخدام مضادات الالتهاب غير الستيرويدية، لذلك يتم وصفه للأشخاص الذين يستخدمون مضادات الالتهاب غير الستيرودية مثل كبار السن أو المرضى الذين يعانون من تقرحات معدية.
ويتم تركيبه أحيانا مع مضادات الالتهاب غير الستيرودية لمنع بعض الأعراض الجانبية المتعلقة بالمعدة كما في الاسم
التجاري اثروتيك حيث تم تركيب ميزوبروستول مع ديكلوفيناك.
قد يقوم ميزوبروستول بحماية المعدة من الإفرازات الحمضية، ولكن على جرعات منخفضة حيث يحفز إنتاج المخاط الذي يقي ويبطن الجهاز الهضمي، ويزيد تدفق الدم إلى الخلايا الجدارية مما يزيد من تماسك الغشاء المخاطي، ولكن هذه التأثيرات ليست ملحوظة سريراً على قدر كاف لوصف ميزوبروستول بجرعات قليلة.

### تحفيز المخاض
ميزوبروستول يستخدم بشكل شائع لتحفيز المخاض حيث إنه يسبب حدوث انقباضات في الرحم وامحاء (طمس) عنق الرحم، وهو أقل ثمناً بصورة ملحوظة من الوسائل الأخرى الشائعة لإمحاء عنق الرحم مثل دينوبروستون(سيرفيديل® وبريبيدل®)
تم استخدام اوكسيتوسين (بيتوسين ® وسينتوسين®) لمدة طويلة كالمحفز الأساسي للمخاض، ولكنه لا يعمل جيدا عندما لا يكون عنق الرحم جاهز، ويمكن استخدام ميزوبروستول مع اوكسيتوسين.
ما بين عامين 2002 و2012 تم إجراء دراسات أمان مكثفة لاختبار عمليات انجاب تم تحفيزها باستخدام ميزوبروستول وتمت الموافقة على استخدامه في الاتحاد الأوروبي تحت المسميات التجارية:"Misodelو " "Mysodelle, وقد رفضت إدارة الغذاء والدواء الأمريكية هذا الدواء لذلك فهو غير موافق على استخدامه لتحفيز المخاض.

### الإجهاض
يستخدم ميزوبروستول لتحفيز الإجهاض كبديل للإجهاض الجراحي وهو أرخص ثمناً وأقل ضرراً ولا يتطلب تخدير ولا تتكون ندوب أو التصاقات داخل الرحم مقارنة بالإجهاض الجراحي، وقد نشرت منظمة الصحة العالمية أدلة استخدام واضحة تتعلق بطريقة استخدام والمخاطر المترتبة على استخدام ميزوبروستول كوسيلة للإجهاض.
تزداد فعالية ميزوبروستول عند استخدامه مع ميثوتركسات أو ميفيبرستون حيث إن استخدامه وحده يعد أقل فعالية (88%
حتى 8 أسابيع من الحمل). لا يعد ميزوبروستول غير أمنا إذا كان تحت إشراف طبي ولكن (1%) من السيدات سيواجهن نزيف حاد يتطلب انتباه الأطباء وبعض النساء قد يواجهن الحمل الأخطبوطي (خارج الرحم) ونسبة 12%من الأحمال التي تستمر بعد فشل استخدام ميزوبروستول تؤدي إلى انجاب أطفال يعانون من تشوهات خلقية لذلك يجب تدارك الأمر باستخدام وسيلة معظم الدراسات الكبرى تنص على اتباع بروتوكول لاستخدام ميزوبروستول يتضمن استخدامه في مزيج مع ميفيبرستون حيث تكون فعاليتهما معا (95%) للأحمال المبكرة، ويكون ميزوبروستول فعال فقط في بدايات الحمل. وقد نصت بروتوكولات منظمة الصحة العالمية على استخدام أربع جرعات من ميزوبروستول حتى الأسبوع الثاني عشر من الحمل ويتم أخذ الجرعة تحت اللسان أو داخل المهبل على أن تكون هناك ثلاث ساعات على الأقل بين الجرعة والأخرى وتنجح عملية الإجهاض في (90%) من المحاولات في المرة الأولى، وفي حالة الفشل يمكن إعادة المحاولة بعد ثلاثة أيام على الأقل.
ويمكن استخدام ميزوبورستول لتوسيع عنق الرحم عند إجراء عملية الإجهاض جراحياً بالأخص في الثلث الثاني من الحمل، إما وحده أو باستخدام أعواد طحلب لاميناريا المجففة.

### وفاة الأجنة
يمكن استخدام ميزوبروستول في حالات وفاة الأجنة.و عدم حدوث إجهاض تلقائي ولكن يلزم دراسات وأبحاث لتحديد بروتوكول آمن وفعال لاستخدام ميزوبروستول في هذه الحالات.
ويتم استخدامه بانتظام في المستشفيات الكندية لتحفيز الإجهاض في حالات موت الأجنة باكرا ولإنهاء الحمل في حالات الأجنة الشاذة, .يتم استخدام جرعة قليلة في البدء ثم مضاعفتها للجرعات المتبقية حتى يحصل الإجهاض وفي حالة إجراء عمليات قيصرية سابقة تم استخدام جرعات قليلة.

### نزيف ما بعد الوضع
يمكن استخدام ميزوبروستول لمنع أو معالجة نزيف ما بعد الوضع وعند إعطاؤه فمويا وجد أنه أقل فعالية من أوكسيتوسين.
إن استخدامه عن طريق المستقيم يعد محبذ في حالات النزيف، حيث لوحظ معدل أقل من الأعراض الجانبية الشائعة مقارنة بالمسارات الأخرى وتم إتباع هذه الطريقة (في المستقيم) في العديد من التقارير الطبية والتجارب العشوائية المراقبة، ويعد ميزوبروستول رخيص نسبياً ومستقر حرارياً حيث لا يحتاج تبريد مثل أوكسايتوسين، بالتالي يعد مجدي اقتصادياً وقيم للاستخدام في الدول النامية، وفي تجربة مراقبة عشوائية للميزوبروستول لوحظ (38%) نقصان في نسبة وفيات الأمهات نتيجة نزيف ما بعد الوضع، في المجتمعات فقيرة المصادر الاقتصادية، لذلك ينصح بميزوبروستول لجدواه الاقتصادية وفعاليته واستقراره، والمعدل المتناقص من الأعراض الجانبية يجب إعطاء أوكسيتوسين فقط بالحقن في حين أن ميزوبروستول يمكن إعطاؤه فمويا أو في المستقيم بالتالي هو مفيد نسبياً للاستخدام في المناطق التي ينقص فيها أعداد من الأعراض الجانبية الشائعة لاستخدام ميزوبروستول فمويا لمنع التقرحات المعدية والإسهال حيث في التجارب السريرية لوحظ أن (13%)من المرضى قد عانوا من اسهال مرتبط بنسبة الجرعة في بدايات العلاج (بعد 13 يوم)و قد توقف وحده خلال ثمانية أيام ولكن امتدت أعراض الإسهال عند 2%من المرضى لذلك تم إيقاف العلاج.

## الأعراض الجانبية
ومن الأعراض الجانبية الشائعة الأخرى الناتجة عن استخدام ميزوبروستول لعلاج تقرحات المعدة: المغص البطني والغثيان والانتفاخ والصداع وعسر الهضم والتقيؤ والإمساك ولكن أيا من هذه الأعراض لم تحصل بشكل أعلى وملحوظ عن استخدام أقراص البلاسيبو، وبالتطبيق العملي لوحظ أن الحمى تحدث عمومًا عند أخذ جرعات متعددة كل أربع إلى ست ساعات.
لا يجوز استخدام ميزوبروستول للنساء الحوامل لتقليل مخاطر مضادات الالتهاب الستيرويدية حيث أن ميزوبروستول يزيد انقباض الرحم في حالة الحمل مما يؤدي إلى إجهاض كامل أو جزئي وفي هذه الحالة تنتج عيوب خلقية لدى الرضع.
جميع أدوية تحفيز الولادة وإمحاء عنق الرحم قد تسبب فرط إثارة الرحم مما يؤثر بشكل سلبي على كمية الدم المخصص للجنين، ويزيد خطورة المضاعفات مثل تمزق الرحم وقد تم تسليط الضوء على فرط إثارة الرحم نتيجة استخدام ميزوبروستول حيث أنها أعلى من التحفيز الناتج عن استخدام أدوية تحفيز مخاض أخرى، ولأن المضاعفات نادرة فأنه يصعب تحديد ما إذا كان ميزوبروستول يسبب خطورة أعلى حيث أن دراسة كهذه تطلب 61000 شخص يتم إخضاعهم لتجارب عشوائية مراقبة؛ لملاحظة نسبة فرق سريري ملحوظ في المضاعفات الشديدة لدى الأجنة وأيضا 155000 شخص لملاحظة نسبة فرق سريري ملحوظ في المضاعفات الشديدة لدى الأمهات.

## المجتمع
في خطاب من سيرل نشأ جدال حول استخدام ميزوبرستول في تحفيز المخاض، وقد احتفظت الكلية الأمريكية لأطباء النساء والتوليد بالدليل الجوهري الذي يثبت فعالية استخدام ميزوبروستول في تحفيز المخاض، وأكدت موقفها المؤيد استجابة لخطاب سيرل في عام 2000
تم تقديم أكبر تعويض مالي عالميا (70مليون $) نتيجة خطأ طبي ناتج عن استخدام ميزوبروستول في تحفيز المخاض.

## علم الأدوية
ميزوبروستول هو من فئة بروستلاغلاندين يرتبط في خلايا عضلة الرحم، ويسبب حدوث انقباضات قوية تسبب تمزق الأنسجة، كما يؤدي إلى إمحاء عنق الرحم مع توسعته وتلميسه.

## الطب البيطري
يستخدم ميزوبروستول في الطب البيطري في قسم الطوارئ لمعالجة بعض حالات تناول جرعات مفرطة من الأدوية مثل
البارسيتامول في اكملاب ويستخدم أيضا لمنع التقرحات المعدية.